# Axel Beer
Axel Beer (* 17. Februar 1956 in Fulda) ist ein deutscher Musikwissenschaftler. Er lehrt seit 1995 an der Universität Mainz.

## Werdegang
Beer studierte Musikwissenschaft, Lateinische Philologie und Historische Hilfswissenschaften an der Universität Frankfurt (Promotion 1987). Von 1987 bis 1995 war er an der Universität Münster Assistent und wissenschaftlicher Mitarbeiter von Klaus Hortschansky. 1995 wurde er auf den Lehrstuhl für Musikwissenschaft an der Universität Mainz berufen.

## Schriften (Auswahl)
- Die Annahme des „stile nuovo“ in der katholischen Kirchenmusik Süddeutschlands. Schneider, Tutzing 1989, ISBN 3-7952-0617-0.
- Heinrich Joseph Wassermann (1791–1838). Lebensweg und Schaffen. Ein Blick in das Musikleben des frühen 19. Jahrhunderts. Wagner, Hamburg-Eisenach 1991, ISBN 3-88979-054-2.
- (Hrsg. mit Laurenz Lütteken:) Festschrift Klaus Hortschansky zum 60. Geburtstag. Schneider, Tutzing 1995, ISBN 3-7952-0822-X.
- Musik zwischen Komponist, Verlag und Publikum. Die Rahmenbedingungen des Musikschaffens in Deutschland im ersten Drittel des 19. Jahrhunderts. Schneider, Tutzing 2000, ISBN 3-7952-1027-5.
- (Hrsg. mit Dagmar Schnell:) Johann Franz Xaver Sterkels Briefwechsel mit seinen Verlegern. Schott, Mainz 2001, ISBN 3-7957-1338-2.
- „Empfehlenswerthe Musikalien“. Besprechungen musikalischer Neuerscheinungen außerhalb der Fachpresse (Deutschland, 1. Hälfte des 19. Jahrhunderts). Eine Bibliographie. Erster Teil. Hainholz, Göttingen-London 2000, ISBN 3-932622-40-5; Zweiter Teil ebd. 2001, ISBN 3-932622-41-3.
- Das Leipziger Bureau de Musique (Hoffmeister & Kühnel, A. Kühnel). Geschichte und Verlagsproduktion (1800–1814), München: Katzbichler 2020, ISBN 978-3873971622.